# エンリコ・プッチ (科学者)
エンリコ・プッチ（Enrico Pucci, 1848年 - 1891年）は、イタリアの科学者、測地学者。

## 概要
1848年、ルッカ生まれ。海軍に入隊し、1866年の戦争では士官候補生として参加した。1869年にはアドリア海で水路図の測量を行った。
1873年、フィレンツェの軍事地理学院の一員となり、1880年には測地学の教授に任命された。1886年にはローマの大学で初めて、臨時ではない正式な教授となった。
1882年から1883年まで、ジュゼッペ・ピサティと共に、重力の既知な絶対的決定を導いた研究を行った。
ローマで科学的活動に務め、1891年に死去した。数多くの著作を残している。